# Mingus Ah Um
Pour les articles homonymes, voir Mingus.
Albums de Charles Mingus
Blues & Roots
(1960) Mingus Dynasty
(1960)
Mingus Ah Um est un album du pianiste-contrebassiste-compositeur de jazz américain Charles Mingus, publié en 1959,. Il s'agit de son premier album pour Columbia Records.
Mingus Ah Um est souvent considéré comme l'un des meilleurs albums de Mingus.

## À propos de l'album
Mingus Ah Um est le prolongement du mouvement d'évolution vers le bebop, le post-bop, puis le free jazz, entamé avec son album Pithecanthropus Erectus 3 ans auparavant. Produit par Columbia Records, cet album reste l'un des plus importants de Charles Mingus, et a une influence majeure sur les artistes qui suivront[réf. nécessaire].
La couverture de l'album a été réalisée par S. Neil Fujita (en). La peinture qui orne la pochette, que l'on peut raccrocher à l'expressionnisme abstrait, dresse un lien entre le jazz et l'art moderne.
Il est intronisé en 2013 au Grammy Hall of Fame Award et au Registre national des enregistrements de la bibliothèque du Congrès des États-Unis[réf. nécessaire].

### Enregistrement
L'album a été enregistré en deux sessions, le 5 mai 1959 et le 12 mai 1959 au fameux CBS 30th Street Studio de New York, où Miles Davis venait d'enregistrer Kind of Blue.
Le groupe est composé d'habitués de Mingus.

### Versions
Il existe deux versions de cet album. La première écourte un certain nombre de morceaux (Shuffle Stop Boogie, par exemple, passant de 5:03 à 3:46) pour les besoins du format LP, mais également, selon le producteur Teo Macero, pour les rendre plus efficaces. Les versions intégrales ont été publiées dès 1979 mais les premières éditions en CD, sorties dans la collection « Columbia Jazz Masterpieces », utilisent les morceaux courts,.

### À propos des morceaux
Mingus rend hommage à Duke Ellington (Open letter to Duke), à Jelly Roll Morton (Jelly roll) et à Lester Young qui venait de mourir (Goodbye Pork Pie Hat).
Fables of Faubus (en) est une charge contre Orval Faubus, le gouverneur ségrégationniste de l'Arkansas. Le morceau et ici instrumental, on peut entendre les paroles sarcastiques et féroces écrites par Mingus sur Charles Mingus Presents Charles Mingus.
Jelly roll, Goodbye Pork Pie Hat et Fables of Faubus (en) sont devenus des standards de jazz.

## Titres
Toute la musique est composée par Charles Mingus.
| No | Titre                                          | Durée |
| -- | ---------------------------------------------- | ----- |
| 1. | Better Git In Your Soul                        | 7:22  |
| 2. | Goodbye Pork Pie Hat (hommage à Lester Young)  | 5:44  |
| 3. | Boogie Stop Shuffle                            | 5:03  |
| 4. | Self-Portrait in three colors                  | 3:10  |
| 5. | Open letter to Duke (hommage à Duke Ellington) | 5:51  |
| 6. | Bird calls (hommage à Charlie Parker)          | 6:18  |
| 7. | Fables of Faubus (en)                          | 8:14  |
| 8. | Pussy cat dues                                 | 9:15  |
| 9. | Jelly roll (hommage à Jelly Roll Morton)       | 6:17  |

Pistes bonus des éditions en CD
| No  | Titre             | Musique        | Durée |
| --- | ----------------- | -------------- | ----- |
| 10. | Pedal point blues | Charles Mingus | 6:31  |
| 11. | GG train          | Charles Mingus | 4:40  |
| 12. | Girl of my dreams | Sunny Clapp    | 4:09  |

## Musiciens
- Charles Mingus : contrebasse
- Booker Ervin et John Handy : saxophones
- Willie Dennis (en) et Jimmy Knepper : trombone
- Horace Parlan : piano
- Dannie Richmond : batterie